# ربيع بن ياقوت
ربيّع بن ياقوت بن جوهر النعيمي ( 1928 - 24 مايو 2024) شاعر إماراتي وأحد أبرز شعراء الشعر الشعبي في دولة الإمارات العربية المتحدة.

## ميلاده ونشأته وحياته
ولد ربيع بن ياقوت في عجمان عام 1928 والتحق بالكتاتيب مبكرا، لكنه لم يستمر فيها طويلا، وحاول البحث عن عمل يتكسب منه، ثم سافر إلى الكويت في أواخر الأربعينات مع مجموعة من أصدقائه الشعراء مثل حمد خليفة بوشهاب وراشد بن صفوان، وكان في بداية العشرينات من عمره، وهي السن التي بدأت فيها موهبة الشعر تطرق بابه.
وفي الكويت، عمل في شركة نفط الأحمدي، حيث المحروقات البترولية وصناعاتها، واستمر عمله فيها اثنتي عشرة سنة، ثم انتقل للعمل في كراج الأشغال التابع لحكومة الكويت، واستمر موظفا في الكراج مدة ثماني عشرة سنة، عاد بعدها إلى الدولة، قبل إعلان اتحاد دولة الإمارات بسنوات قليلة .

## عمله في المسرح
بعد رجوعه إلى أرض الدولة، التقى بمجموعة من الشباب المسرحيين، الذين كان من ضمنهم ممثل متحمس أصبح من أشهر ممثلي الإمارات، وهو الممثل والشاعر سلطان بن حمد الشامسي المعروف بسلطان الشاعر، والتحق ربيع بهذه المجموعة، وأصبح ممثلا مسرحيا، وشارك في ثلاث مسرحيات، في أدوار يغلب عليها الطابع الكوميدي، وكان من ضمن المجموعة الأديب حمد خليفة بوشهاب الذي كان يؤلف تلك المسرحيات، ثم ترك ربيع التمثيل واتجه إلى احتراف الشعر بعد علاقة قصيرة بالمسرح والتمثيل. 

## رئاسته لجمعية عجمان للفنون الشعبية
اندمج في العمل التطوعي عبر جمعية الفنون الشعبية بعجمان وهناك وجد نفسه امام مهمة جديدة تفرضها احتياجات نقل ارث جيل إلى جيل، فالفنون الشعبية بأهازيجها وثقافتها بدأت تودع روادها الأول، بحكم السن والكهولة، وصار لزاما ان يتعلم الأبناء فنون آباءهم..بن ياقوت كان وحدا ممن أسهموا في هذا الشأن أثناء عمله التطوعي في جمعية الفنون الشعبية تلك..ثم ترأسها وأدارها وانشغل بهموم التراث.

## أشعاره
احتراف الشعر في تلك الأيام كان يعني التكسب منه، والمشاركة في برنامج تلفزيوني براتب شهري، وهذا ما فعله ربيع، حينما انضم إلى أسرة برنامج مجلس الشعراء الذي أسسه حمد خليفة بوشهاب في تلفزيون دبي في أواخر الستينات، مع مجموعة من شعراء الجيل الذهبي في تلك الفترة أمثال راشد الخضر وسالم الجمري ومحمد بن سوقات وأحمد بن خليفة الهاملي وعلي بن رحمة الشامسي، واستمر ربيع عضوا في البرنامج رغم ظهور وجوه جديدة، ورحيل معظم شعراء ذلك الجيل الذهبي، وظل محافظا على تألقه رغم تقدمه في السن، فشارك في برامج إذاعية كثيرة، وفي العديد من الأمسيات الشعرية.
وكان حمد بوشهاب أكثر الشعراء قربا من ربيع، وجمعت بين الاثنين صداقة وطيدة، امتدت لأكثر من خمس وخمسين سنة، أصدر خلالها أبوشهاب ديوان شعر لابن ياقوت في أواخر الثمانينات، ولا يزال هذا الديوان مطلوبا من قبل متذوقي شعره الفكاهي والاجتماعي.
ولشعر ربيع نكهة خاصة، ففي شعره رقة في الألفاظ، وفكاهة وغزل بعيدين عن الابتذال، وحكم جميلة، ولا تزال الكثير من قصائده محفوظة في ذاكرة الناس، وتطلب منه في الأمسيات والبرامج الإذاعية، ويكفيه أنه من الشعراء القلائل الذين عالجوا الكثير من ظواهر المجتمع السلبية، كالزواج من أجنبيات، وغلاء المعيشة، والواسطة، والعادات الدخيلة على المجتمع المحلي، والغزو الفكري للشباب، كما ناقش الكثير من القضايا العربية في أشعاره، كاحتلال فلسطين، والحرب الأهلية الدائرة في لبنان في فترة الثمانينات.
وفوق هذا، نظم العديد من القصائد في حب زايد والوطن، وتغنى بأشعاره العديد من الفنانين، مثل ميحد حمد.